# Hakatjärnen, Västerbotten
Hakatjärnen är en sjö i Robertsfors kommun i Västerbotten och ingår i Kålabodaåns huvudavrinningsområde. Sjön har en area på 0,0586 kvadratkilometer och ligger 51,1 meter över havet. Vid provfiske har bland annat abborre, mört, regnbåge och ruda fångats i sjön.

## Delavrinningsområde
Hakatjärnen ingår i det delavrinningsområde (714344-175049) som SMHI kallar för Utloppet av Hakatjärnen. Medelhöjden är 56 meter över havet och ytan är 0,25 kvadratkilometer. Det finns inga avrinningsområden uppströms utan avrinningsområdet är högsta punkten. Vattendraget som avvattnar avrinningsområdet har biflödesordning 4, vilket innebär att vattnet flödar genom totalt 4 vattendrag innan det når havet efter 11 kilometer. Avrinningsområdet består mestadels av skog (84 procent). Avrinningsområdet har 0,04 kvadratkilometer vattenytor vilket ger det en sjöprocent på 15,1 procent.

## Fisk
Vid provfiske har följande fisk fångats i sjön:
- Abborre
- Mört
- Regnbåge
- Ruda
- Röding
- Öring